# Weekly Young Magazine
Weekly Young Magazine (яп. 週刊ヤングマガジン, Shūkan Yangu Magajin) — японський щотижневий журнал, який щопонеділка випускається в Токіо видавництвом Kodansha. Журнал почав виходити 16 червня 1980 року і орієнтований на дорослу чоловічу аудиторію (сейнен). Виходив двічі на місяць (під назвою Young Magazine (яп. ヤングマガジン, Yangu Magajin)), у другий та четвертий понеділок кожного місяця, до переходу на щотижневий формат публікацію у 1989 році. Розділи серії, що публікуються в журналі, збираються і публікуються в томах під маркою «YoungKC» кожні чотири місяці.
На обкладинці та перших сторінках журналу зазвичай розміщуються кольорові фотографії гравюрних моделей (яп. グラビアアイドル, gurabia aidoru).
З 9 грудня 2009 року Kodansha видає щомісячний дочірній журнал Monthly Young Magazine (яп. 月刊ヤングマガジン, Gekkan Yangu Magajin), який є перейменованою версією їхнього попереднього видання Bessatsu Young Magazine (яп. 別冊ヤングマガジン, Bessatsu Yangu Magajin).

## Найпопулярніші серії манґи, видані в журналі
- Akira (Кацухіро Отомо)
- Ghost in the Shell (Масамуне Шіро)
- Initial D (Шуічі Шігено)
- Dragon Head (Мінетаро Мочідзукі)
- Prison School (Акіра Хірамото)
- ×××HOLiC (CLAMP)
- Higanjima (Кодэі Мацуомото)
- Be-Bop High School (Кадзухіро Кіучі)
- GTO: Paradise Lost (Тору Фуджісава)
- The Fable (Кацухіса Мінамі)